# Karl-Josef Weiss
Karl-Josef Weiss (* 3. April 1979 in Klosterneuburg) ist ein österreichischer Bezirkshauptmann im Bezirk Hollabrunn.

## Ausbildung und Beruf
Weiss studierte an der Universität Wien Rechtswissenschaft und schloss sein Studium 2006 mit dem Akademischen Grad Mag. iur. ab.
Sein Gerichtspraktikum machte er am Landesgericht Korneuburg. In der Folge war er an der Bezirkshauptmannschaft Mistelbach beschäftigt und später rund zehn Jahre bei der Bezirkshauptmannschaft Korneuburg, wo er die Leitung der Bereiche Allgemeine Verwaltung sowie Sicherheit und Ordnung übernahm.
Im Jänner 2017 wurde er als Bezirkshauptmann-Stellvertreter in die Bezirkshauptmannschaft Hollabrunn versetzt und ab Dezember 2020 hatte er diese Funktion im Bezirk Tulln.
Mit Wirksamkeit vom 14. Dezember 2021 wurde er durch die niederösterreichische Landesregierung zum Bezirkshauptmann der Bezirkshauptmannschaft Hollabrunn bestellt.

## Mitgliedschaften
Weiss ist Mitglied der KÖMV Arminia Klosterneuburg im MKV sowie der KHV Welfia im ÖCV.